# ズルフィカール

シーア派社会などにおける二股剣としての一般的なイメージ

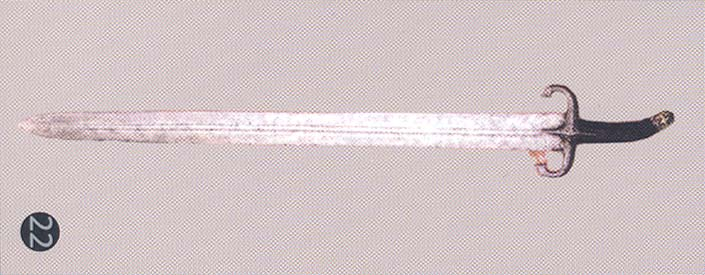
当時のアラブ刀剣の形状に即し直剣だとする説に依拠したイメージ

ズルフィカール（アラビア語: ذو الفقار, Dhū al-Fiqār(ズー・アル＝フィカール)、実際の発音：dhu-l-fiqār, ズ・ル＝フィカール）は、アリー・イブン・アビー・ターリブが使っていた剣でイスラーム圏では伝説の名剣とされている。
アラブ世界では当時のアラブ剣の形状に合わせて直剣だとする説もあるが、イスラーム教圏で一般的なイメージとしては先端が二股に分かれている姿が多い。
イスラーム教圏では剣などに「アリーに勝る英雄なく、ズルフィカールに勝る剣なし」と刻まれていることがある。
英語圏では表記が一定しておらず、Zulfiqar, Dhu al-Fiqar, Thulfeqar, Dhulfiqar, Zoulfikarなどさまざまな表記がある。日本語ではアラビア語表記に寄せたズー・アル・フィカールと記述されている場合もある。
元々二語一組の複合語でアラビア語でも分かち書きした場合とつなげ読みした場合とで異なること、またイスラーム教社会ではアラビア語での名称を取り入れて呼ばれているが各言語で発音の置き換わり（例：ペルシア語ではアラビア語のuがo、qがgに置き換わる）や変化が起こることから、った結果トルコ語圏やペルシャ語圏では言語による訛りが出るため、英語表記やカタカナでの読みガナでに多くの揺れが生じる原因となっている。
非アラビア語圏のイスラーム教国では、固有名詞として地名や人名などに使用されていることもある。